# Kultura El Argar

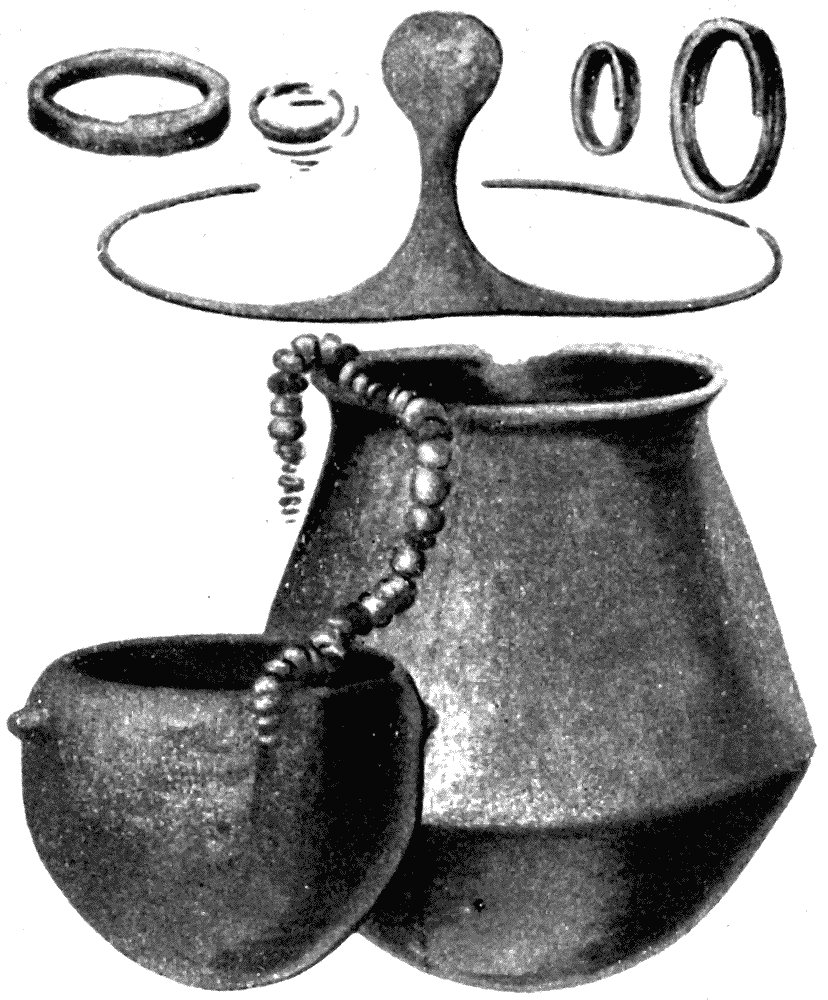
Inwentarz typowy dla kultury Er Argar

Kultura El Argar – kultura archeologiczna epoki brązu. Jej nazwa pochodzi od eponimicznego stanowiska El Argar.

## Geneza
Kultura Er Argar rozwinęła się na bazie tradycji eneolitycznej kultury pucharów dzwonowatych w rejonie występowania licznych złóż miedzi.

## Chronologia i obszar występowania

Kultura El Argar na Półwyspie Iberyjskim, ok. 1500 p.n.e.

W rozwoju tej kultury wyróżniamy dwie fazy: starszą (faza A lub faza I) datowaną na lata 2100–1600 p.n.e. (według lat kalibrowanych) i fazę młodszą (faza B lub faza II) datowaną na lata 1600–1200 p.n.e. Trzeba jednak zwrócić uwagę na fakt, że na niektórych obszarach kultura El Argar mogła przetrwać aż do okresu kolonizacji fenickiej (VIII wiek p.n.e.). Ten długi, końcowy okres trwania tej kultury nazywamy fazą C lub fazą III.
Kultura El Argar rozwijała się w południowo-wschodniej części Półwyspu Iberyjskiego, na terenie prowincji: Alicante, Almeríi, Grenady i Murcji. Przeważającą część terytoriów zajmowanych przez omawianą jednostkę stanowią Góry Betyckie.

## Gospodarka
Największą rolę w gospodarce kultury El Argar pełnił niewątpliwie handel. Dzięki bogatym złożom metali kolorowych ludność kultury El Argar utworzyła prężnie działające ośrodki metalurgiczne, zajmujące się obróbką miedzi, złota oraz srebra. Umożliwiło im to rozwój wymiany handlowej z różnymi ośrodkami. Istniały dwa ważne szlaki handlowe: pierwszy prowadzący na północ, gdzie ze Skandynawii sprowadzano bałtycki bursztyn, zaś drugi na południe do Afryki Północnej, skąd przywożono kość słoniową oraz strusie jaja.

## Osadnictwo i budownictwo
Kultura El Argar reprezentowana jest przez umocnione osiedla typu protomiejskiego zlokalizowane w pobliżu złóż metali, w miejscach dogodnych do obrony, wzniesionych ponad doliny rzeczne. Domy mieszkalne wznoszone w obrębie osad były czworoboczne, budowane z brył kamiennych i kryte płaskimi dachami wykonanymi z gałęzi i trzciny, polepionymi gliną. W niektórych z domostw odkryto pozostałości schodów, co świadczy o tym, że część domów mogła być piętrowa. Osady tego typu miały dość rozplanowany charakter, a pomiędzy poszczególnymi domami biegły wąskie uliczki i przejścia.
Najbardziej znane stanowiska tej kultury to wspomniane już El Argar, Ifre, Zapata, El Oficio i Fuente el Álamo, gdzie na stanowisku położonym na obszarach nieurodzajnych, ale zasobnych w złoża metali, odkryto cysterny na wodę.

## Obrządek pogrzebowy
Cmentarzyska kultury El Argar występują często w obrębie dawnych osiedli. Osiągają różne rozmiary. Na stanowisku w El Argar odkryto ponad tysiąc grobów znajdujących się pomiędzy domami i w ich wnętrzu. Były to pochówki szkieletowe. W fazie A zmarłych chowano wewnątrz kamiennych grobów skrzynkowych oraz w grobach bez żadnych dodatkowych konstrukcji. Ich wyposażenie nawiązuje do standardów kultury pucharów dzwonowatych. W młodszej fazie bardzo często spotykane były pochówki pitosowe.

## Inwentarz

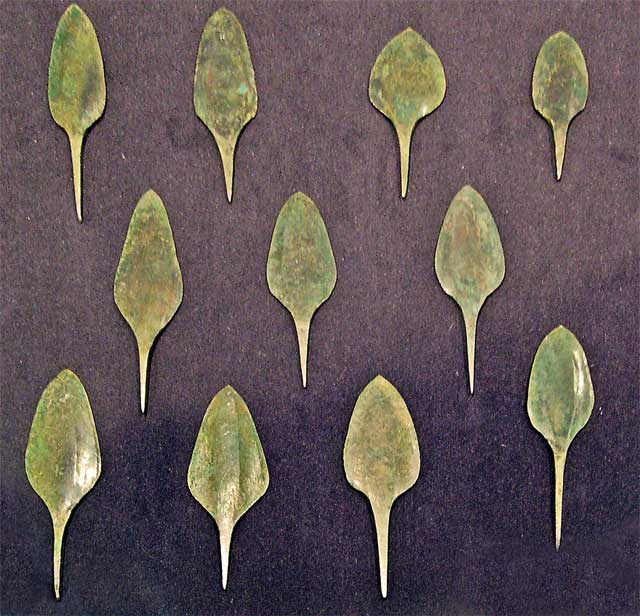
Grociki Palmela

W fazie starszej kultury El Argar szczególnie rozpowszechnione były w ceramiczne kulisto denne naczynia o ostrym załomie oraz misy półkoliste o niewyodrębnionym zagłębionym dnie. W fazie młodszej upowszechniły się półkoliste puchary na pustych nóżkach, kulisto denne misy i naczynia o ostrym załomie.
Wśród wyrobów metalowych charakterystyczne były sztylety z nitami służącymi do połączenia z rękojeścią, berła sztyletowe, bransolety, skręty z drutu brązowego lub złotego, a w młodszej fazie także długie sztylety i miecze z nitami, płaskie siekiery brązowe oraz wykonane ze srebra diademy, kółka i tarczki.
Ponadto spotyka się jeszcze wyroby kamienne, a wśród nich charakterystyczne grociki Palmela, wyroby kościane i z muszli, natomiast o rozwiniętym odlewnictwie świadczą tygle i formy odlewnicze. W pochówkach występowały często wyroby typowe dla kultury pucharów dzwonowatych, czyli kościane guzki V-kształtne, płytki do ochrony przedramienia oraz puchary zbliżone do dzwonowatych.

## Zanik
Kultura El Argar zaczęła zanikać na początku I tysiąclecia p.n.e., jednak ostatecznie kres położyła jej kolonizacja fenicka w VIII wieku p.n.e.